# Votivkirche
Als Votivkirche oder Votivkapelle (Votiv von lateinisch votum ‚gelobtes Opfer‘, ‚Gelübde‘) wird eine Kirche bezeichnet, die als Zeichen des Dankes für die Rettung aus einer Notlage oder mit der Bitte um die Erfüllung eines bestimmten Wunsches, zuweilen auch zur Sühne, erbaut wurde. Oft hat der Erbauer zuvor ein Gelübde abgelegt, die Kirche im Fall der Gebetserhörung erbauen zu lassen (Übernahme der Errichtungsbaulast). Zu den Votivkirchen gehören auch sogenannte Dankeskirchen.

## Bekanntere Votivkirchen

### Chile
- Votivkirche, Maipú

### Deutschland
- Dankeskirche, Berlin
- Zionskirche, Berlin
- Votivkirche Regina Pacis, Dachau-Leitenberg
- Gelöbniskirche Maria Schutz, Kaiserslautern
- Theatinerkirche, München
- Votivkapelle (Nattenhausen)
- Votivkirche, Passau
- Votivkapelle (Berg)
- St. Thekla, Welden

### Frankreich
- Notre-Dame de Fourvière, Lyon
- Chapelle expiatoire, Paris
- Sacré-Cœur, Paris

### Italien
- Il Redentore, Venedig
- Santa Maria della Salute, Venedig

### Kroatien
- Votivkirche von Trsat im Komplex des Franziskanerklosters und der Loreto-Wallfahrtsstätte von Trsat

### Österreich
- Herz-Jesu-Sühnekirche, Wien
- Karlskirche, Wien
- Votivkirche, Wien

### Portugal
- Basílica da Estrela, Lissabon

### Spanien
- Sagrada Família, Barcelona

### Ungarn
- Kathedrale von Szeged